# Meridiano di sangue
Meridiano di sangue o Rosso di sera nel West (titolo orig. Blood Meridian; or, The Evening Redness in the West) è un romanzo epico-storico dello scrittore americano Cormac McCarthy, di genere Western, talvolta classificato anche come anti-Western. Quinto romanzo dell'autore, pubblicato nel 1985 dalla casa editrice Random House, è ambientato nella frontiera americana in un vago contesto storico. La storia segue la vita del protagonista - un adolescente del Tennessee in fuga, chiamato semplicente "the kid", cioè il Ragazzo - seguendo le sue esperienze e peregrinazioni con la Glanton Gang, una banda di cacciatori di scalpi con a capo John Joel Glanton, attiva contro gli amerindi e altri sui confini tra Stati Uniti e Messico tra il 1849 e il 1850. Il ruolo da antagonista è assunto gradualmente dal giudice Holden, un membro della gang, uomo massiccio, torreggiante, calvo, altamente istruito, amorale e astutissimo.
Inizialmente accolto tiepidamente sia dalla critica che in termini di vendite, è poi assurto a magnum opus di McCarthy, il suo capolavoro e uno dei più grandi romanzi americani di tutti i tempi, per alcuni il vero Grande Romanzo Americano. È inoltre considerato univocamente uno dei romanzi più crudi e violenti che siano mai stati scritti.
Dopo vari tentativi falliti di adattare il romanzo in film, nell'aprile 2023 è stato annunciato che New Regency produrrà una pellicola dal libro.

## Storia editoriale
(Harold Bloom - Introduzione al saggio Cormac McCarthy)
McCarthy iniziò a scrivere il romanzo a metà degli anni 1970. In una lettera inviata intorno al 1979 disse che non toccava Blood Meridian da sei mesi per la frustrazione. Tuttavia, parti significative dell'opera furono scritte di getto.
McCarthy ha lavorato al romanzo mentre si manteneva grazie al denaro proveniente da una borsa di studio "MacArthur Fellows" del 1981. Era il suo primo tentativo di scrivere un romanzo western ambientato negli Stati Uniti sudoccidentali, un cambiamento rispetto ai suoi lavori precedenti, ambientati negli appalachi.
Nel 1974 McCarthy si trasferì dal nativo Tennessee a El Paso, in Texas , per immergersi nella cultura e nella geografia del sud-ovest americano. Imparò da autodidatta lo spagnolo, lingua parlata da molti dei personaggi di Meridiano di sangue. McCarthy svolse ricerche approfondite per scrivere il libro: i critici hanno dimostrato che anche passaggi brevi e apparentemente irrilevanti del romanzo si basano su vicende reali.
Per la scrittura di alcune parti dell'opera, lo scrittore si è documentato leggendo il libro di memorie My Confession: The Recollections of a Rogue di Samuel Chamberlain, che aveva conosciuto l'avventuriero John Joel Glanton e la sua compagnia.

## Trama
La storia segue le gesta di un ragazzo nato in Tennessee nel 1833, uno che «cova dentro un gusto per la violenza insensata» e che a quattordici anni lascia casa per vagare, senza meta, per il Sud.
Un giorno incontra il giudice Holden, un uomo misterioso, «enorme, calvo come un uovo, senza peli né sopracciglia». Il giudice entra nella tenda di un predicatore e lo accusa davanti a tutti di atti di pedofilia e zoofilia, poi lascia che la folla, scandalizzata, lo aggredisca. Più tardi, il giudice ammette di aver inventato le accuse senza alcun motivo.
Il ragazzo si aggrega a una banda di filibustieri malconci al seguito del capitano White. Appena passato il confine con il Messico vengono attaccati da un gruppo di guerrieri Comanche. Il ragazzo, tra i pochi sopravvissuti, viene arrestato dalla polizia messicana a Chihuahua, messo in prigione e poi arruolato come cacciatore di scalpi al seguito del capitano Glanton. Muovendosi in paesaggi torridi e desolati, tra il Messico e gli Stati Uniti, questa nuova banda di straccioni spietati e senza regole, si trascina in una scia di sangue: indiani, contadini messicani, perfino gruppi isolati di soldati, vengono uccisi e depredati dei pochi averi.
In un crescendo di tensione ritrovano il giudice Holden. Circondati da un gruppo di guerrieri indiani e senza possibilità di fuga, si lasciano guidare dal giudice, che grazie ad una geniale applicazione da piccolo chimico riesce a portarli in salvo.
I banditi si insediano in un traghetto sul fiume Gila, vicino a Yuma, in Arizona, dove taglieggiano i viaggiatori. Vengono attaccati dall'esercito USA e da una tribù Yuma che avevano cercato di eliminare. Scampato all'ennesimo massacro, il ragazzo, dopo aver tentato di uccidere il giudice Holden ed essere finito in carcere, si ritrova a vagare lungo la frontiera tra Messico e Texas, di nuovo senza meta.
Ormai adulto, l'uomo finisce a Fort Griffin, dove per l'ultima volta ritrova il giudice e assiste al suo spettacolo.
(giudice Holden, p. 293)

## Edizioni
- (EN) Blood Meridian; or, the Evening Redness in the West, 1ª ed., Random House, 1985, ISBN 0-394-54482-X.
- Meridiano di sangue o Rosso di sera nel West, traduzione di Raul Montanari, Collana Supercoralli, Torino, Einaudi, 1996, ISBN 978-88-061-4193-6. - Collana Einaudi Tascabili. Letteratura n.543, Einaudi, 1998, ISBN 978-88-061-4939-0; Collana ET. Scrittori, Einaudi, 2006, ISBN 978-88-061-8450-6; Collana SuperET, Einaudi, 2014-2023, ISBN 978-88-062-2322-9.